# خانواده امبرائر ئی-جت

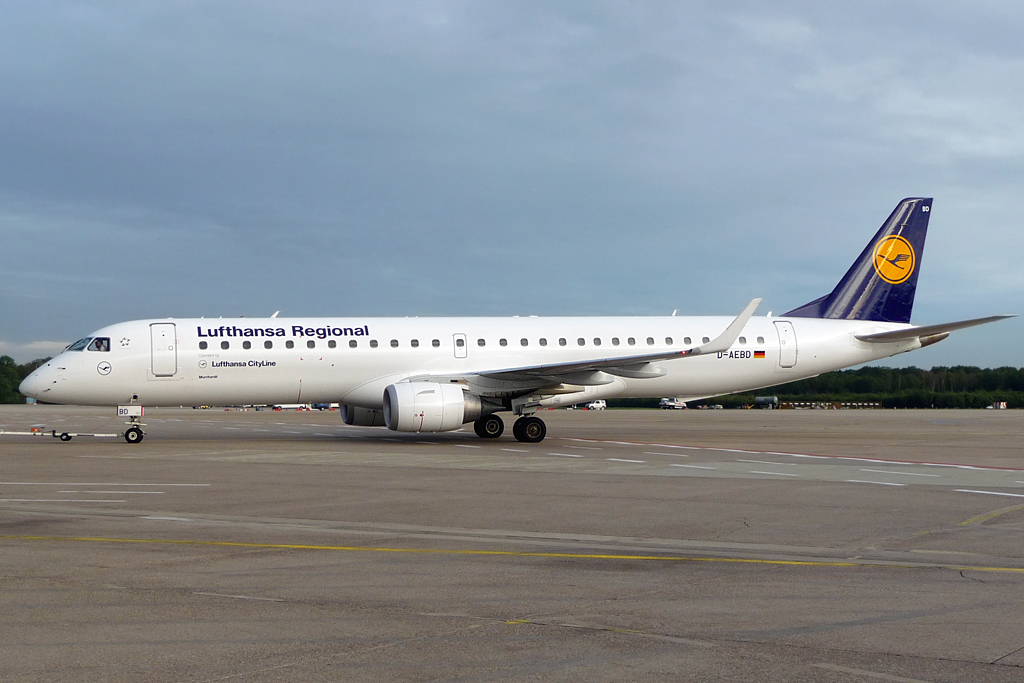
یک امبرائر ای ۱۹۵ متعلق به لوفت‌هانزا رجینال

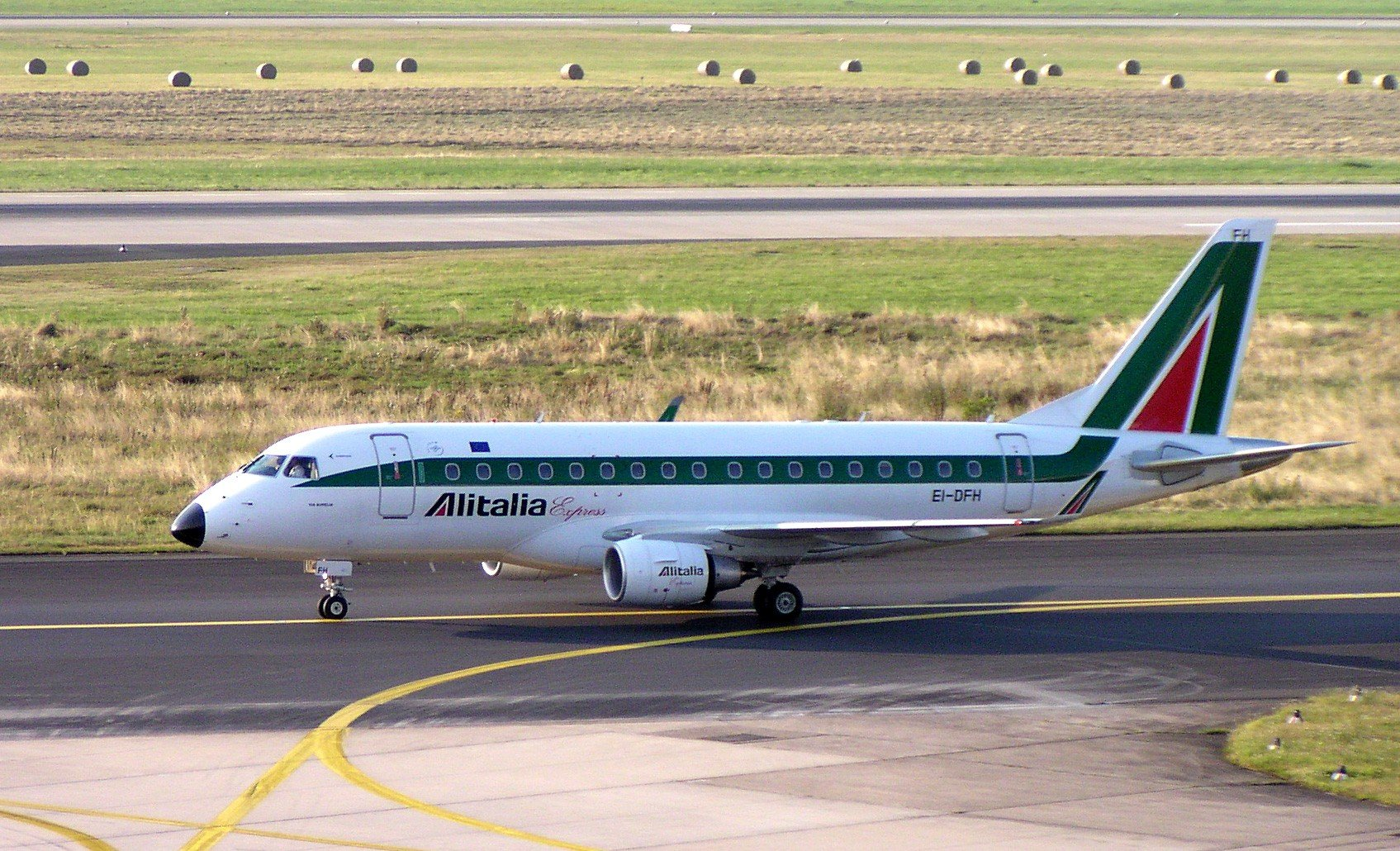
ای‌آرجی ۱۷۰.

خانواده امبرائر ئی-جت (به انگلیسی: Embraer E-Jet family) معروف به ئی-جت (E-Jet) خانواده‌ای از هواپیماهای جت نسبتاً کوچک مسافربری دوموتوره برزیلی هستند که در شرکت امبرائر طراحی شده و تولید می‌شوند. نخستین پرواز امبرائر-۱۷۰ در ۱۹ فوریه ۲۰۰۲ صورت گرفت. ۹۹۸ فروند از این هواپیماها تا پایان سال ۲۰۱۳ ساخته شده‌اند. مدل امبرائر ۱۷۰ (ئی‌آرجی-۱۷۰) این هواپیما به قیمت ۲۸٫۵ میلیون دلار و مدل بزرگتر امبرائر ۱۹۵ به قیمت ۴۷ میلون دلار به فروش می‌رسند.

## مشخصات
ای-جت دارای دو موتور توربوفن است. دو موتور در زیر دو بال و نزدیک بدنه قرار گرفته‌اند. مشخصات مدل امبرار ۱۷۰ به این شرح است:
- فاصله نوک دو بال: ۲۶ متر
- طول: ۲۹٫۹ متر
- ارتفاع: ۹٫۷ متر
- ظرفیت مسافر: ۱۲۲–۷۰ نفر
- بیشینه سرعت: ۰٫۸ ماخ (۸۵۱ کیلومتر بر ساعت)
- محدوده پرواز: ۳۳۳۳ کیلومتر

## مدل‌ها
- ۱۷۰ مدل پایه با ظرفیت ۷۰ مسافر.
- ۱۷۵ مدل بزرگتر با ظرفیت ۷۸–۸۶ مسافر.
- ۱۹۰ مدل دارای طول بیشتر با ظرفیت ۹۸ مسافر.
- ۱۹۵ مدل بزرگتر با ظرفیت ۱۰۸ مسافر.

| امبرائر      | سری ئی-جت (E-Jet)                          | سری ئی-جت (E-Jet)                          | سری ئی-جت (E-Jet)                          | سری ئی-جت (E-Jet)                          |
| ------------ | ------------------------------------------ | ------------------------------------------ | ------------------------------------------ | ------------------------------------------ |
|              | امبرائر E-۱۷۰                              | امبرائر E-۱۷۵                              | امبرائر E-۱۹۰                              | امبرائر E-۱۹۵                              |
| نوع          | جت مسافری                                  | جت مسافری                                  | جت مسافری                                  | جت مسافری                                  |
| خدمه         | ۴ (خلبان، کمک خلبان، معمولاً دو خدمه پرواز) | ۴ (خلبان، کمک خلبان، معمولاً دو خدمه پرواز) | ۴ (خلبان، کمک خلبان، معمولاً دو خدمه پرواز) | ۵ (خلبان، کمک خلبان، معمولاً سه خدمه پرواز) |
| ظرفیت        | ۷۰ نفر                                     | ۷۸–۸۶ نفر                                  | ۹۸ نفر                                     | ۱۰۸ نفر                                    |
| اولین پرواز  |                                            |                                            |                                            |                                            |
| فعال در خدمت |                                            |                                            |                                            |                                            |
| انواع        |                                            |                                            |                                            |                                            |
| تولیدکننده   | امبرائر                                    | امبرائر                                    | امبرائر                                    | امبرائر                                    |

|                    |            | ویژگی‌های عمومی |             |             |
| ------------------ | ---------- | -------------- | ----------- | ----------- |
| طول                | ۲۹٫۹۰ متر  | ۳۱٫۶۸ متر      | ۳۶٫۲۴ متر   | ۳۸٫۶۵ متر   |
| فاصله نوک دو بال   | ۲۶ متر     | ۲۶ متر         | ۲۸٫۷۲ متر   | ۲۸٫۷۲ متر   |
| ارتفاع             | ۹٫۶۷ متر   | ۹٫۶۷ متر       | ۱۰٫۲۸ متر   | ۱۰٫۲۸ متر   |
| سطح بال            | ؟          | ؟              | ؟           | ؟           |
| وزن خالی           | ۲۱٫۱۴۰ تن  | ۲۱٫۸۱۰ تن      | ۲۸٫۰۸۰ تن   | ۲۸٫۹۷۰ تن   |
| ظرفیت حمل          |            |                |             |             |
| بیشترین وزن برخاست | ۳۵٫۹۹۰ تن  | ۳۷٫۵۰۰ تن      | ۵۰٫۳۰۰ تن   | ۵۰٫۹۷۰ تن   |
| موتور دوتای        | GE CF34-8E | GE CF34-8E     | GE CF34-10E | GE CF34-10E |
| هر قدرت موتور      | ۶۲٫۳kN     | ۶۲٫۳kN         | ۸۲٫۳kN      | ۸۲٫۳kN      |

|                  |                     | کارایی              |                     |                     |
| ---------------- | ------------------- | ------------------- | ------------------- | ------------------- |
| حداکثر سرعت      | ۸۹۰ کیلومتر بر ساعت | ۸۹۰ کیلومتر بر ساعت | ۸۹۰ کیلومتر بر ساعت | ۸۹۰ کیلومتر بر ساعت |
| حداکثر برد مساقت | ۳۳۳۴ کیلومتر        | ۳۳۳۴ کیلومتر        | ۳۳۳۴ کیلومتر        | ۲۵۹۳ کیلومتر        |
| وزن              |                     |                     |                     |                     |
| محدوده حمل و نقل |                     |                     |                     |                     |
| حداکثر ارتفاع    | ۱۲۴۹۶ متر           | ۱۲۴۹۶ متر           | ۱۲۴۹۶ متر           | ۱۲۴۹۶ متر           |
| توانایی صعود     |                     |                     |                     |                     |
| نسبت وزن به قدرت | ۰٫۴۲:۱              | ۰٫۳۹:۱              | ۰٫۴۱:۱              | ۰٫۳۹:۱              |